# Plexaurella vermiculata
Plexaurella vermiculata is een zachte koraalsoort uit de familie Plexauridae. De koraalsoort komt uit het geslacht Plexaurella. Plexaurella vermiculata werd in 1816 voor het eerst wetenschappelijk beschreven door Lamarck. 